# Scarus ovifrons
Scarus ovifrons là một loài cá biển thuộc chi Scarus trong họ Cá mó. Loài này được mô tả lần đầu tiên vào năm 1846.

## Từ nguyên
Từ định danh của loài được ghép bởi hai từ trong tiếng Latinh: ovi- ("có hình trứng") và frons ("trán"), hàm ý đề cập đến bướu lớn ở trên trán của cá đực trưởng thành.

## Phạm vi phân bố và môi trường sống
S. ovifrons được ghi nhận từ vùng biển phía nam Nhật Bản và Hàn Quốc trải dài xuống đảo Đài Loan, bờ đông nam Trung Quốc và đảo Luzon (Philippines). Loài này sống gần các rạn đá ngầm ven bờ ở độ sâu khoảng từ 8 đến ít nhất là 25 m.

## Mô tả
S. ovifrons có chiều dài cơ thể tối đa được biết đến là 78 cm.
Số gai vây lưng: 9; Số tia vây ở vây lưng: 10; Số gai vây hậu môn: 3; Số tia vây ở vây hậu môn: 9.

## Sinh thái học
S. ovifrons có thể sống đơn độc hoặc hợp thành từng nhóm nhỏ.
Tại đảo Kashiwajima (phía tây nam Nhật Bản), phép đo từ xa âm học (acoustic telemetry) cho thấy, S. ovifrons dành phần lớn thời gian ban ngày sống ở vùng nước nông (<10 m) và ngủ ở vùng nước sâu hơn (10–15 m) vào ban đêm.
Vào ban ngày, chúng ăn tảo (chủ yếu là tảo đỏ) và vụn hữu cơ trên nền đáy đá, nhưng những cá thể lớn hơn (>40 cm) ăn cả san hô của loài Acropora solitaryensis ở độ sâu 5 m, nơi san hô vách đáy (tabular coral) thống trị đáy biển ở khu vực này.
Loài này được đánh bắt làm thực phẩm.